# Дисоціативна фуга
Дисоціативна фуга (також стан фуги або психогенічна фуга) — рідкісний дисоціативний розлад, якому притаманна реверсивна амнезія, що поширюється лише на особисту інформацію (ім'я тощо). Стан здебільшого є короткочасним (від кількох годин до кількох днів), але може тривати місяцями і довше. Зазвичай фуга спричиняє незаплановані переїзди та мандри, іноді супроводжується створенням нової ідентичності.